# Hora Zulu
Hora Zulu, aussi écrit Hora Zulú, est un groupe espagnol de metal alternatif, originaire de Grenade.

## Histoire

### Débuts (2000–2002)
Hora Zulu se forme à Grenade en 2000. Le guitariste de Lagartija Nick, Paco Luque, quitte le groupe en raison de désaccords avec celui-ci et les répétitions commencent presque par hasard avec Javi Cordovilla, jusqu'alors technicien de scène du même groupe. Javi jouait depuis l'âge de 15 ans dans des groupes locaux de rock comme Sucio Frank jusqu'à ce qu'il partage la scène pour la première fois avec Paco Luque en 1998 dans le projet SinPerdón.
Les nouvelles répétitions adoptent des perspectives très différentes des concepts musicaux des groupes précédents, et c'est à la fin de l'année 2000 que la composition rigide du groupe a commencé à prendre forme. Le chanteur Aitor Velázquez et ChicoNar DJ, du groupe de rap Lakademia (également connu sous le nom de La Real Academia del Verso) rejoignent le projet pour façonner la première démo du groupe, jusqu'alors connue sous le nom de Supastarz Sound System. La démo est composée de 5 titres, Supastarz, Tango, La Mecha que prende (plus tard, A ver si me entiendes), Los Muchachos in the Night, et Yonkis (plus tard, Yonki Supastar). Pour l'enregistrement de la basse, Paco fait appel à son ancien partenaire du groupe de thrash metal Perpetual, dans lequel ils ont tous deux joué des années auparavant, remportant un grand succès auprès des critiques et du public au niveau national. La démo, enregistrée et mixée en deux jours, apparaît sous le nom de Supastarz et est présentée pour la première fois en public le 29 décembre 2001, à l'Industrial Copera de Grenade, lors de ce qui sera le premier concert du groupe.
Au début de l'année 2001, Paco Luque reçoit la visite du producteur galicien Pablo Iglesias, avec lequel il avait noué une grande amitié des années auparavant lors de l'enregistrement de l'album homonyme de Lagartija Nick. Pablo a été impressionné par la démo et a proposé au groupe de se rendre dans son studio de Vigo pour continuer à enregistrer de nouvelles chansons et réenregistrer les chansons existantes avec une meilleure qualité sonore. En février 2001, le groupe se rend dans la ville galicienne pendant quatre jours pour produire une nouvelle démo 7 titres. En août 2001, le groupe retourne à Vigo pour enregistrer une deuxième et dernière démo avant leur premier album. Cette deuxième démo contient des titres inédits, tels que Chica me tipa, Pavana española ou la reprise du tube Te estoy amando locamente de Las Grecas. Au cours des mois suivants, jusqu'à l'hiver, l'objectif est d'obtenir un contrat avec un label discographique et de lancer un premier album sur le marché. Au début de l'année 2002, les membres expriment le besoin de trouver un nouveau nom pour le groupe (écartant le précédent en raison de sa complexité) et Paco propose Hora Zulú comme identité définitive. Un mois plus tard, une alliance entre le label indépendant Frontline et la société de distribution El Diablo (Grupo Prisa) aboutit à un accord pour l'enregistrement et la sortie du premier album de Hora Zulú. Le bassiste, Álex Bedmar, commence à travailler sur l'album.

### Me duele la boca de decirlo(2002–2003)
L'album est enregistré à Vigo en février 2002, toujours avec Pablo Iglesias comme producteur, sous le titre Me duele la boca de decirlo,. Il est officiellement présenté lors du Festimad (Móstoles, Madrid) de la même année. La sortie de l'album est accompagnée d'une tournée qui les mènera aux quatre coins du pays pendant deux ans. Avant les 10 premiers concerts du groupe, Alberto Pinto quitte le groupe après un concert lors de la convention commerciale annuelle d'El Diablo et est remplacé par Álex Bedmar, qui devient un membre permanent de Hora Zulu, abandonnant ses projets parallèles.
En juillet de la même année, Hora Zulu assure la première partie de la tournée espagnole des Américains Slayer, ce qui permet de faire connaître leur musique à un public plus large. Le groupe s'est également montré au public tel qu'il était lors d'un grand nombre de concerts, allant d'un concert au Arturo's Bar de Marbella devant 40 personnes (la capacité maximale de la salle), à une performance avec le groupe saragossan de hip-hop Violadores del Verso au Razzmatazz de Barcelone devant un très large public. 2002 est l'année de présentation du groupe, qui a prolongé la tournée jusqu'à un an et demi plus tard.

### Crisis de claridad(2003–2005)
C'est en novembre et décembre 2003 que le deuxième album du groupe commence à être conçu. L'album, cette fois auto-produit, est enregistré à Grenade pendant les mois de juillet et août 2004 et mixé par Pablo Iglesias. Crisis de claridad est un album plus agressif que son prédécesseur, plein de riffs lourds et complexes de guitare, avec des chansons plus longues et plus élaborées. Pendant leur séjour en studio, ils ont la collaboration de plusieurs artistes pour l'enregistrement de l'album, DJ Rena, ChicoNar et Calagad13 aux platines, la voix Ana María Luque (la sœur de Paco Luque) dans la chanson Volvió a darme por buscar, les percussions d'Erik Jiménez (Los Planetas) sur Que baje un rayo y me parta, le chant de MC Quilate sur Misas y cenas et, sur un grand nombre de titres, les arrangements vocaux et aux violons de Jahlel Chekkara et Fathi Benyakoub,,.
L'album, avec un budget plus faible que le précédent, subit des retards dans sa sortie, et après plusieurs cafouillages et ratés, il sort finalement le 9 novembre 2004, avec pratiquement aucune promotion et une faible couverture médiatique. Le spectacle en direct est présenté avec tous les membres à l'exception du DJ, Chico Nar, qui quitte les représentations en direct pour des raisons professionnelles. Plus tard, dans les derniers mois de 2005, alors que le groupe commence à composer de nouvelles chansons pour le troisième album, Ernesto Cabello exprime à ses coéquipiers son désir de s'impliquer davantage dans ses projets professionnels et quitte Hora Zulú.

### El que la lleva la entiende(2006–2007)
Déjà en quatuor, Paco Luque, Javi Cordovilla, Aitor Velázquez et Alex Bedmar se lancent dans la production du troisième album du groupe. Après quelques mois d'incertitude, ils contactent en janvier 2006 le producteur Bigsimon (Simón Echevarría) et se rendent à Madrid pour enregistrer l'album. De la bonne et intense relation forgée entre le producteur et le groupe est né El que la lleva la entiende, le troisième album du groupe. Bigsimon rejoint également le groupe sur la route et devient leur technicien du son en concert, mais il décède le 31 juillet 2006, victime d'un cancer.
Le groupe se tait pendant plusieurs semaines et, après quelques concerts en août et septembre, reprend la sortie de l'album. Inferno Recordings, dirigé par Pablo Iglesias, se chargera de mettre en lumière l'album, qui est en vente le 12 décembre 2006.

### Autres travaux et retrait temporaire (2008–2010)
À un peu plus d'un an d'intervalle, le quatrième album de Hora Zulu est arrivé le 31 mars 2008, produit, enregistré et mixé par David Martínez aux studios M20 à Madrid. Il s'agit de l'album au son le plus puissant de leur discographie, avec une force puissante et une cohésion qui rend l'écoute imparable. Il y a un certain changement vers une base sonore plus « rock » que dans les œuvres précédentes, ce qui n'implique pas de changements dans la façon de rapper si caractéristique d'Aitor. Les guitares déchirantes cèdent la place à des paroles créatives, directes et en même temps pleines de nuances. Les 13 titres qui composent l'album comprennent une collaboration avec Hate (Violadores del Verso) dans la chanson Luego querrán.
Quatre ans plus tard, en mars 2012, sort leur cinquième album. Cette fois-ci, il contient des chansons un peu plus sereines, dans lesquelles la maturité du groupe dans l'orchestration de l'album est perceptible. En septembre 2013, Hora Zulu publie un communiqué dans lequel ils disent adieu à la scène pour une durée indéterminée, temps que les différents membres décident de se donner pour leurs propres projets personnels. À cette époque, ils annoncent également trois concerts d'adieu : deux à la Sala Tren de Grenade et un à la Sala Penélope de Madrid.
Le 1er août 2015, ils donnent un concert unique au Juerga's Rock Festival Adra (Almería) et en septembre, ils confirment leur retour sur scène avec notamment une participation au Viña Rock 2016.

### Nouveaux albums (depuis 2016)
Début 2018, Hora Zulu annonce son retour à l'activité, avec la sortie de deux singles et un concert à Grenade. En février 2019, ils sortiront leur nouvel album studio, La Voz del amo.
Après une période d'inactivité due à la pandémie de Covid-19, le groupe annonce la sortie de l'album Limpiar, Fijar y dar Esplendor en 2021, une révision sonore des chansons sorties tout au long de l'histoire du groupe. Le 12 novembre 2022, le groupe entame une tournée célébrant le 20e anniversaire de la sortie de son premier album, Me duele la boca de decirlo, qui l'a mené à Murcie, Valence, Grenade, Malaga, Madrid et La Rioja,,. En février 2023, Hora Zulú annonce la sortie d'une nouvelle chanson, intitulée El Veneno de la Serpiente, qui sortira le 17 février 2023.

## Membres

### Membres actuels
- Paco Luque — guitare (ex-Perpetual, SinPerdón, King Changó, Lagartija Nick, Enrique Morente, Fausto Taranto)
- Javi Cordovilla — batterie (ex-SinPerdón, Sucio Frank)
- Aitor Velázquez — voix (ex-Lakademia)
- Álex Bedmar — basse (ex-Perpetual, Christiania, Hareh Lareh, José Ignacio Lapido)

### Anciens membres
- Chico Nar — DJ (2001-2004)
- Alberto Pinto — basse (2000-2001)
- Ernesto Cabello — guitare (2002-2011)
- Quini Valdivia — guitare (2012-2013)
- Manuel Castellanos — claviers (2012-2013)

## Discographie
- 2002 : Me duele la boca de decirlo
- 2004 : Crisis de claridad
- 2006 : El que la lleva la entiende
- 2008 : Querer creer, creer querer
- 2012 : Siempre soñé saber sobre nadie negó nunca nada
- 2019 : La Voz del amo
- 2020 : Limpiar, fijar y dar esplendor